# Жеваго, Иван Семёнович
Иван Семёнович Жеваго (16 октября [29 октября] 1912, деревня Ивановка, Российская империя — 7 июля 1986, Москва, РСФСР, СССР) — советский актёр театра и кино, член Союза кинематографистов СССР (1 марта 1981).

## Биография
Родился 16 или 29 октября 1912 года в деревне Ивановка в бедной крестьянской семье.
До 1929 года учился в школе-семилетке, а затем до 1930 года работал в колхозе «Партизан». С 1930 по 1933 год учился в Москве на рабфаке. В кино впервые снялся будучи студентом в 1933 году в фильме «Одни знакомые», затем исчез с экранов больше чем на 20 лет.
В 1933 году поступил на актёрский факультет ГИТИСа, по окончании которого в 1938 году был призван в ряды Красной армии в город Ворошилов-Уссурийский (Уссурийск). 
После окончания срока службы в Красной армии, в 1940 году остался в качестве актёра в армейском театре и играл там до 1946 года. Также был актёром Тамбовского областного драмтеатра.
Вернувшись в Москву, один сезон выходил на сцену Театра Дзержинского района, затем в сентябре 1947 года уехал в Тамбов для работы в областном театре, где прослужил несколько лет.
В начале 1950-х Жеваго  окончательно обосновался в Москве. На тот момент он уже был женат. К сожалению их мальчик появился на свет с асфиксией и искривлённой правой ножкой. С трудом окончив восемь классов школы, Владимир был устроен отцом механиком на Киностудию имени М. Горького, где успел отработать только один год, после чего погиб в возрасте 18-ти лет от несчастного случая.
Творческая судьба Жеваго в Москве  складывалась достаточно сложно, так как ему приходилось перебиваться случайными заработками и руководить художественной самодеятельностью при СМУ № 3 треста Мосстрой, пока, наконец, в 1955 году Жеваго не снялся в роли Фомича у Григория Рошаля в картине «Вольница». Так с фильма «Вольница» началась его активная кинокарьера с середины 1950-х годов. С 1955 года и до конца своих дней, Жеваго работал в Театре-студии киноактёра в Москве, что позволило ему в сентябре 1955 года вступить в труппу Театра-студии киноактёра и киностудии «Мосфильм», оставаясь там до ухода на заслуженный отдых в январе 1983 года.
Скончался 7 июля 1986 года на 74-м году жизни в Москве. Урна с прахом Жеваго захоронена в колумбарии Ваганьковского кладбища.

## Личная жизнь
- Жена — Галина Денисовна Левицкая (1910—1995), выпускница Московской консерватории, являлась  пианисткаой и концертмейстером. Свадьбу они сыграли в 1950 году.
- 28 октября 1951 года в их семье родился сын по имени Владимир, который трагически погиб от несчастного случая незадолго до своего 18-летия[3].

## Фильмография
1. 1933 — Одни знакомые — Кудрявцев
2. 1955 — Вольница — Фомич
3. 1955 — Тайна вечной ночи — санитар
4. 1956 — Пролог — кузнец
5. 1957 — Гуттаперчевый мальчик — жандарм
6. 1957 — На переломе — участие
7. 1957 —  Тугой узел — Гаврилов
8. 1957 — Хождение за три моря — Каменев
9. 1959 — Однажды ночью — Савельев
10. 1959 — Строгая женщина — Макар,
11. 1959 — Шинель — возница
12. 1960 — Время летних отпусков — Брызгалов
13. 1960 — Нормандия — Неман — партизан)
14. 1960 — Простая история — Бычков
15. 1961 — Алёнка — директор школы
16. 1961 — Воскресение — тюремный надзиратель, 2 серия
17. 1962 — Молодо-зелено — Волосатов
18. 1962 — Остров Ольховый — капитан
19. 1963 — Оптимистическая трагедия — боцман
20. 1963 — Сотрудник ЧК — повар
21. 1964 — Зачарованная Десна — отец Кирилл
22. 1964 — Какое оно, море? — Гладкий
23. 1964 — Лёгкая жизнь — официант
24. 1964 — Непрошенная любовь — Митрофан
25. 1964 — Остров Колдун — боцман
26. 1964 — Свет далёкой звезды —  военком
27. 1964 — Я — «Берёза» — хозяин комиссионного магазина
28. 1965 — Арбузный рейс — бригадир
29. 1965 — Война и мир — русский солдат
30. 1965 — Путешественник с багажом— пассажир такси
31. 1966 — Весёлые расплюевские дни — частный пристав Ох
32. 1966 — Дневные звёзды — человек в толпе
33. 1966 — Заблудший — Афанасий Иванович
34. 1966 — Неуловимые мстители — бурнаш
35. 1967 — Первый курьер — начальник тюрьмы
36. 1967 — Седьмой спутник — дворянин
37. 1967 — Таинственный монах — пасечник
38. 1968 — Бриллиантовая рука — таможенник
39. 1968 — День ангела — механик
40. 1968 — Люди как реки — пациент больницы
41. 1968 — Новые приключения неуловимых — солдат
42. 1968 — Первая девушка — участие
43. 1969 — Главный свидетель — человек в суде
44. 1969 — Мистер Твистер — участие
45. 1969 — Семейное счастье — дворецкий
46. 1969 — Цветы запоздалые — повар
47. 1970 — Кремлёвские куранты — кондуктор
48. 1970 — Серебряные трубы — санитар
49. 1971 — Двенадцать стульев —  нэпман
50. 1971 — Конец Любавиных — бандит
51. 1971 — Смертный враг — кулак
52. 1971 — Тени исчезают в полдень —купец Коровин
53. 1972 — Визит вежливости — работник театра
54. 1972 — Пётр Рябинкин — участие
55. 1973 — Иван Васильевич меняет профессию — врач психиатрической клиники)
56. 1973 — И на Тихом океане — пожилой господин
57. 1973 — Райские яблочки — портной
58. 1973 — Человек в штатском — камердинер Карл
59. 1974 — Вечный зов — пьяный мужик
60. 1974 — Единственная дорога — Шранк
61. 1974 — Ответная мера — Удалов
62. 1974–1977 — Хождение по мукам — хозяин ресторана и офицер
63. 1975 — Волны Чёрного моря — капитан корабля
64. 1976 — Белый Бим чёрное ухо — прохожий в шляпе
65. 1976 — Повесть о неизвестном актёре — актёр
66. 1976 — Приключения Нуки — участие
67. 1976 — Солнце, снова солнце — рыбак
68. 1976 — «Сто грамм» для храбрости... — покупатель
69. 1977 — Инкогнито из Петербурга —  купец
70. 1977 — Хочу быть министром — участие
71. 1978 — Квартет Гварнери — Терентий, камердинер Буторина
72. 1979 — Маленькие трагедии — монах
73. 1980 — Каникулы Кроша —начальник эксплуатации
74. 1981 — Надежда и опора — гость
75. 1981 — Они были актёрами — бургомистр

## Издательства
- Справочник Союза кинематографистов СССР 1981 года (сост. Г. Мирнова) // М., БПСК, Московская типография № 6